# アルカサル・デ・サン・フアン
アルカサル・デ・サン・フアン（Alcázar de San Juan）は、スペイン・カスティーリャ＝ラ・マンチャ州シウダー・レアル県のムニシピオ（基礎自治体）。

## 歴史
遺構などの発掘調査などから少なくとも4世紀にはローマ人による集落が形成されていたと考えられる。711年にこの土地にイスラム教徒が侵略してきた際、土地の防護を目的として作られた防護壁は、要塞化された宮殿を意味するアル・カサル（Al-kasar）と呼ばれ、それがこの街の名前の由来となった。
1936年のスペイン内戦では、物流や兵士の輸送拠点となっていた鉄道駅を中心に深刻な被害を受けたが、戦後は荒地となった街の復興を行い、工業都市として発展を遂げるとともに人口も30,000人弱にまで増加した。

### 人口
| アルカサル・デ・サン・フアンの人口推移 1842－2021 |
|                                                   |

## 出身人物
- アントニオ・ディアス＝ミゲル（英語版） (1933-2000) - 元バスケットボール選手、指導者。

## 姉妹都市
- マコン (1980-)
- グアナフアト (2014-)